# Віреон карибський
Віреон карибський (Vireo caribaeus) — вид горобцеподібних птахів родини віреонових (Vireonidae).

## Поширення
Мешкає тільки на острові Сан-Андрес на південному заході Карибського моря. Острів належить Колумбії, але розташований біля узбережжя Нікарагуа. Трапляється в різних місцях проживання, включаючи ліси, плантації какао, чагарникові луки та мангрові болота. Віддає перевагу рослинності з густим підліском. Найчастіше трапляється на менш урбанізованому півдні острова.

## Опис
Це невеликий птах, який досягає до 12,5 см завдовжки. Він оливково-зелений на спині і білуватий або світло-жовтий на череві. Має дві білі смуги по краях крил, бліді краї на махових пір'ях і світло-жовту смугу між дзьобом і очима. Око сіро-коричневе. 